# 多布羅峰戰役
多布羅峰戰役（羅馬化：Bitka kod Dobrog Polja，羅馬化：Máchi tou Dóbro Póle），又被稱爲多布羅峰突破（羅馬化：Probiv pri Dobro Pole）。發生於1918年9月15日至18日第一次世界大战期間，是瓦爾達爾攻勢的初始階段。9月15日，法-塞-希聯合部隊在多布羅峰襲擊了保加利亞部隊。戰役時的大砲對保加利亞的士氣產生了毀滅性的打擊，最終導致保加利亞大批士兵逃走。

## 註腳
1. ↑  Korsun 1939，第98頁.
2. ↑  Omiridis Skylitzes 1961，第116–117頁.